# Arno van der Zwet
Arno van der Zwet (* 7. Mai 1986 in Heerhugowaard) ist ein ehemaliger niederländischer Bahn- und Straßenradrennfahrer.

## Sportliche Laufbahn
Arno van der Zwet wurde 2006 in Alkmaar niederländischer Vizemeister im Punktefahren auf der Bahn. Im Jahr darauf belegte er bei der nationalen Meisterschaft den dritten Platz im Scratch. Auf der Straße wurde er Zweiter der ZLM Tour. In der Saison 2008 wurde er einmal Etappenzweiter bei der Tour of Chalkidiki. Beim Lauf des Bahnrad-Weltcups 2008/09 in Melbourne wurde er mit Ismaël Kip, Peter Schep und Wim Stroetinga Dritter in der Mannschaftsverfolgung, 2009 niederländischer Meister im Punktefahren. Mehrfach gehörte er zu der Besetzung des niederländischen Bahn-Vierers, mit dem er bei den Europameisterschaften die Bronzemedaille errang (mit Levi Heimans, Tim Veldt und Sipke Zijlstra). 2013 gewann er eine Etappe der Olympia’s Tour. Zwei Jahre später startete er ebenfalls bei dieser heimischen Rundfahrt, prallte während der dritten Etappe gegen einen Baum und brach sich zwei Rückenwirbel.
2016 beendete er seine Radsportlaufbahn.

## Erfolge

### Bahn
2009
- Niederländischer Meister – Punktefahren

2010
- Europameisterschaft – Mannschaftsverfolgung (mit Levi Heimans, Tim Veldt und Sipke Zijlstra)

### Straße
2013
- eine Etappe Olympia’s Tour

## Teams
- 2012 Koga Cycling Team
- 2013 Koga Cycling Team
- 2014 Koga Cycling Team
- 2015 Metec-TKH Continental Cyclingteam
- 2016 Metec-TKH Continental Cyclingteam